# 山中鏆
山中 鏆（やまなか かん、1922年1月20日 - 1999年9月26日）は、山口県下関市出身の日本の実業家。伊勢丹専務から、松屋では副社長・社長・会長を歴任、経営危機に陥っていた同社の再建を果たした後、東武百貨店の社長・会長を歴任した。『ミスター百貨店』『百貨店経営の神様』『松屋中興の祖』とも称された。

## 来歴・エピソード

### 誕生から終戦まで
1922年1月20日、山口県下関市で7人兄弟の長男として生まれる。名前の鏆は『康熙字典』に記載されている中国の漢字で、大倉土木（現・大成建設）で北洋軍閥向けの貿易を担当していた父親が、「鉄をも貫くような強い意志」との意味を込めて命名した。この仕事のため生後1年で満州の奉天に渡り、南満州鉄道附属地で暮らした。幼少期には父に連れられて段祺瑞の自宅を訪問した事もあるという。
奉天第一中学校を卒業後、父親の命に従って一人で日本に戻り慶應義塾大学予科に進学した。第二次世界大戦中の1943年、予科2年で学徒出陣によって野砲兵第5連隊に入隊。その後、久留米の予備士官学校を経て、中国語が堪能であったため陸軍中野学校へ推薦で入学した。1945年7月に参謀本部軍事調査部に配属され、そこで終戦を迎えている。一方、満州に残った家族は父と祖母が戦中に病没し、弟妹各1名も結核で亡くなった。残った母と弟妹は1946年秋に博多に帰国したが、その直前に妹が病没している。

### 伊勢丹入社
1947年に大倉土木に入社したが月給が500円と家族を養うには不十分で、慶大アイスホッケー部の先輩であり当時レナウン総務部長だった小菅丹治に入社を依頼した。しかし小菅は直後に伊勢丹に戻ることを決めており、誘いを受けて1948年に伊勢丹に入社している。当初の数か月間は販売員を務め、続いて繊維製品課で仕入れ担当となった。休業日も墨田区のメリヤス工場に通ううちに商品の知識が増え、仕事も面白くなったという。
係長だった1950年代前半に営業部長の山本宗二の秘書役となり、マーケティングや商品政策を学んだ。1956年には日本初の対象顧客別の売り場となる、中学生をターゲットにしたティーンエージャー・ショップを開設して大ヒットさせた。従来は服やベルトなど商品別に売り場が設計されて担当者の区分もそれに従っていたため、社内では軋轢も生じたという。また、ここで服飾の色やデザイン、生地などを全部デパート側で決めて下請けメーカーに製作を発注するという、画期的な自主マーチャンダイジングの手法を導入した。アパレル業界に張り巡らされた幅広い人脈を持った山中は、セーターを持っただけで原価を当てるというぐらいの武勇伝を持つほどで、これはと思ったら即断即決で近くの公衆電話にも飛びついて指示を出すほどの徹底した現場主義を貫く。
課長だった1960年には日本のバイヤーとして初めてイタリアでデザイナーと契約し、婦人服のサンプルやパターンを買い付けている。販売部長を経て1966年には常務となり、労務を担当した。労働組合は社内の大事な組織と考えるべきだという宮崎輝の言葉に感銘を受け、労使委員会を設立して毎日話し合い、組合とともに宴会や合宿も行っていたという。こうして築いた労使関係を基に、毎年の団体交渉も事前に決まった内容で即締結するという、当時としては異例なほど円満な状態を保っていた。1972年には専務に就任した。

### 田中屋、松屋の再建
1975年に社長の小菅から命を受けて、松坂屋の増床や西武百貨店の進出で業績の悪化していた静岡市の田中屋（田中屋伊勢丹を経て現静岡伊勢丹）の再建に取り組んだ。当時の田中屋は売場面積が他店の半分以下の9,000m2しかなかったため、隣接地を買収して増床する方針を打ち出している。その一方で翌年には建築基準法が厳格化される事が決まっていたため買収と融資の手続きに奔走し、三菱銀行の伊夫伎一雄の理解もあって200億円の融資を受けた。また静岡でも労働組合との綿密な関係を築き、新店舗開業への道筋をつけた（新店舗の開業は1977年10月）。
1976年3月に、経営難で無配に陥っていた松屋の古屋龍太郎社長と労組委員長の鈴木健勝からそれぞれ出向の要請を受けた。これは断ったものの、徐々に軋轢が生じていた伊勢丹オーナーの小菅丹治から4月に厳命を受け、5月に松屋の副社長に就任した。伊勢丹の社員10名以上が同行を申し出たが、小菅が移籍を禁じた事もあって担当だった秘書だけが一緒に転出している。
当時の松屋は多店舗戦略やゴルフ会員権販売の失敗、またオイルショックの影響を受け、売上は対前年比マイナス97%の経営危機に瀕していた。売り場の士気も低く、商品ケースは汚れてほこりをかぶり、従業員は意気消沈していたという。着任までの1か月に方針をおおむね固め、創業地でもあった横浜店を1978年横浜松坂屋へ売却し、約400名の希望退職者募集、約140億円にも及んだ借入金を当時メインバンクであった三菱銀行へ一本化するなどの対策を行った。
また、銀座店では売上の減少していた呉服売場の移転・縮小、1フロアにまとまっていた婦人服売場を複数階に分けた立体的な展開、縦横に加えて放射状通路の導入などの改装を行い、1978年9月にリニューアルオープンしている。同月には、経営再建の一環として1年以上かけて検討したコーポレートアイデンティティ（CI）を阪神百貨店と同時期に導入する。CI導入に際しては、日本のCI導入史に残るプロジェクトともなった。現在のロゴはこの1978年に導入されたものが基本となっている。その後も1980年1月まで3次に渡って銀座本店で全面的な大改装を行い、その際も社員の参加を求めた。特に社内的に常務会よりランクが上のリニューアル常任委員会にも組合の委員長と書記長を配置した姿勢は、元執行委員長の鈴木に評価されている。
一方でハード面の投資とは別にソフト面での再建対策として、全社員に対しても経営参加姿勢を促すため、閉店後に売場で社員集会を開き、40-50分かけて直接対話により徹底討論する機会を毎週1回のペースで設けた。事前指名した売場責任者が商品計画や顧客分析など年間のデータを調査し、それに基づいて報告した販売計画や利益の見通しに対して山中が質疑を行い、社員からも活発な質問を受けたという。この集会は松下村塾をもじって『松屋村塾』、または『山中塾』、『山中村塾』、『山中学校』などと呼ばれたという。
これらが功を奏し、売上が3年間連続で対前年同月比二桁成長という結果につながり、1981年にはわずか3年足らずで復配を果たした。また、この間の1979年に松屋社長に就任している。なお、『松屋村塾』の中から出た木曜日の定休日は時代にそぐわないという意見により定休日を火曜日に変更し、この際生み出された言葉『ハナモク』は1988年の流行語大賞新語部門・銀賞にもなっている。さらに、山中の姿勢として全社員に売上・収益などの経営情報のすべてをガラス張りで徹底して公開した事で、社員の勤労意欲をかき立て、再建への礎を積み上げた。松屋副社長に就任した当時に600億円程度だった売上は1990年には1,000億円台にまで伸長しており、山中が築いた松屋のスタイルが銀座における人気店としての地位を後々に至るまで不動の物にしたといっても過言ではない。

### 東武百貨店以降
古屋一族の古屋勝彦副社長が50歳になるのを待ち、1989年12月に社長を譲って辞して会長になった。翌1990年の春に、松屋の取締役や東武鉄道および東武百貨店会長を務めていた根津嘉一郎は、同じ甲州出身で親しい松屋の古屋家から松屋の経営再建の手腕に対する高評価を聞き、東武百貨店の社長への就任を山中に打診した。当時東武百貨店常務であった根津公一に対し、帝王学を授けることも目的であったと報じられている。松屋の業務に配慮してこれを断ったため、根津は自ら会長から社長に復帰する異例の人事を5月に行っている。再度の誘いを受け、松屋社長時代に相談役を務めていたこともあって7月16日に山中は東武百貨店社長に就任した。また、これに伴い松屋では会長を退任して相談役となった。
就任以前から、芝浦工大附属高の跡地開発に合わせて2年後に池袋本店の大増床が決まっており、日本橋や銀座の三越や髙島屋にならった海外の有名ブランド中心のテナント選定が計画されていた。これに対して、ブランド志向の終焉が近いことなどから池袋らしさを前面に出した店舗にする方針を掲げ、「親切一番店」というスローガンを発表した。また、東武においても松屋の『山中塾』同様に社員との直接対話を徹底して行った
1992年6月の池袋本店の全面改装開業に際しては、自らイギリスまで交渉に赴いてキュー植物園展を企画・開催し、またマスコミの取材を一切断らなかった。当時は消費不況が始まった時期だったが、改装後1年間は売上の二桁増加が続いている。1992年には、それまでの各百貨店の活性化などを讃えて毎日ファッション大賞の特別賞が送られている。一方、在任中はバブル期に生じていた不動産債務の処理や、百貨店全体の人気低下などに苦しんだ。1997年10月には坂倉芳明の退任を受けて日本百貨店協会の会長代理に就任した。
晩年はがんに冒されるが、それでも現場で陣頭指揮を執り、特に午前中、実際に売場では商品分類や陳列方法を販売員や売場責任者などに指示していたほどであった。1999年1月、体力の限界を理由に副社長であった根津公一に社長の座を譲り会長に就任。記者会見で根津氏について『経営手腕は抜群で以前から後任に考えていた。2世といわれるが、根津氏に限っては不安はない』とまで言い切った。

## 語録
- （伊勢丹時代、気に入らない売場に対して）『ガソリンかけて燃やしちゃえ』[3]
- 『怒らず恐れず悲しまず』（同族経営に対しても歯に衣着せぬ批判を公言する際のモットーだった）
- 『そうだこんなモノは葬式のマークにしてしまえばいいのだ』（松屋が1978年のCI導入に際しての会議席上、それまでの社紋・ロゴであった松鶴（しょうかく）マークからCIロゴに切り替えるよう提案をしたデザイナーの中西元男の前で、他の担当者が松鶴マークをやめることにためらう雰囲気が流れる中、松鶴マークを指して言った一言）[25]
- 『社員同士の和がない企業では、お客様との和もなくなり、トラブルが続発する』（社員に対しての戒め）
- 『雇われマダムの山中です』（自己紹介ではいつもこれが十八番だった[3]）
- 『スモール・イズ・ビューティフル』（松屋時代の1983年に打ち出した『多特化大店構想』により、同業他社が拡大の一途を続ける中、松屋はどんなに企業規模が小さくとも、店舗数は少なくとも、何かに特化した店舗作りを目指す意味合い）
- 『君たちは売ろうとしなくていいんだよ。お客様に親切にして差し上げなさい。』（朝礼や『山中学校』などで常々山中が言い続けたものであったほか、これが東武百貨店における『親切一番店』の原点。『親切一番店』を最初に提唱したのも山中であり[26]、『親切一番店』は東武百貨店の登録商標になっている）
- 『心の温かい人が最後には勝ちますね』（経済誌・経済界のインタビューにて語った一言）
- 『お客様にとっていつも来たいと思う楽しい店、お取引先からはぜひ取引をしたいという店、また皆さんにとっては働きがいのある、生きがいのある店、というような店にしたいと考えております』
- 『利益というものは、お客様に喜んでいただいた結果与えられる御褒美なのだ』[27]

## 主な役職
- 伊勢丹 常務・専務
- 松屋 副社長・社長・会長
- 東武百貨店 相談役・社長・会長
- 東武鉄道 取締役
- 財団法人ファッション産業人材育成機構 理事長